# Hexachaeta zeteki
Hexachaeta zeteki är en tvåvingeart som beskrevs av Lima 1953. Hexachaeta zeteki ingår i släktet Hexachaeta och familjen borrflugor.
Artens utbredningsområde är Panama. Inga underarter finns listade i Catalogue of Life.